# Johann IV. (Nassau-Saarbrücken)

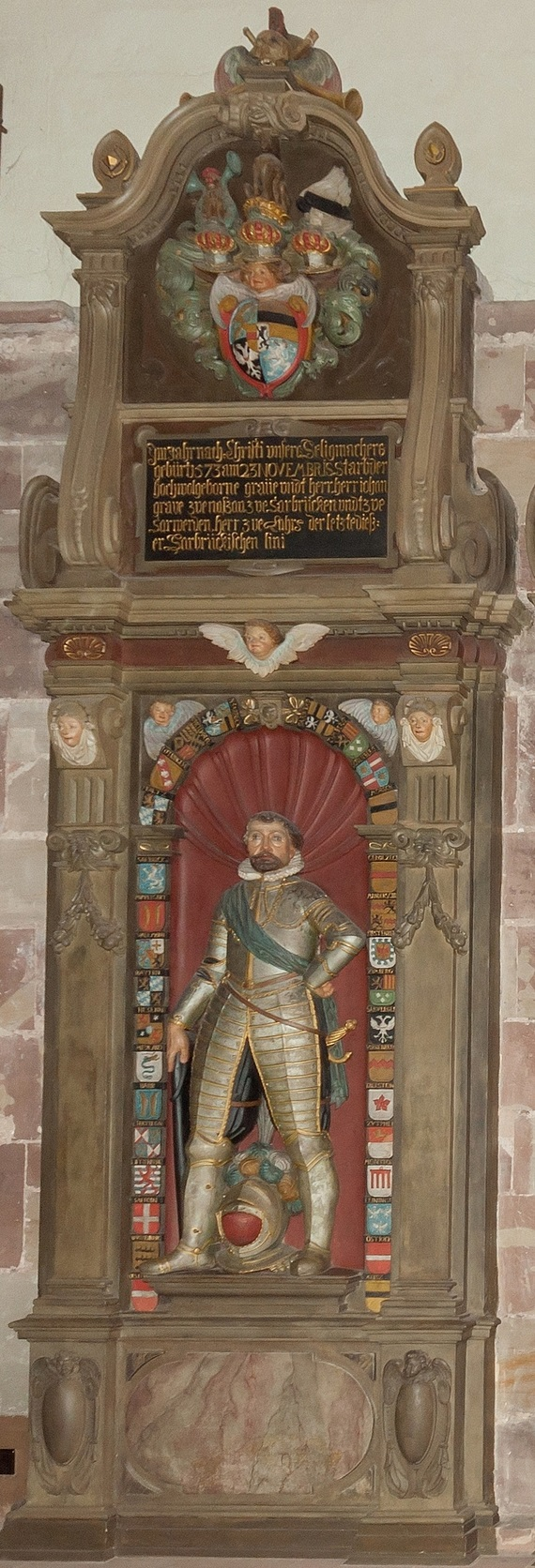
Graf Johann IV. von Nassau-Saarbrücken

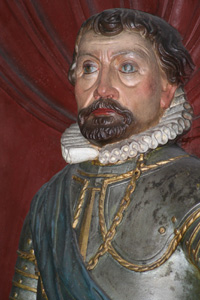
Detail des Epitaphs in der Stiftskirche St. Arnual

Johann IV. von Nassau-Saarbrücken (Johann III. von Nassau-Weilburg) (* 5. April 1511 in Saarbrücken; † 23. November 1574 ebenda) diente zunächst vor allem als Offizier in kaiserlichen Diensten. In der Erbteilung mit seinen Brüdern erhielt er 1544 die Ämter Homburg und Ottweiler, nach dem Tod seiner beiden Brüder 1554 auch Saarbrücken, 1559 auch Saarwerden, Lahr-Mahlberg und die Hälfte von Kirchheim-Stauf, somit ab 1559 die gesamte Grafschaft Nassau-Saarbrücken.

## Familie
Johann war der zweite Sohn von Johann Ludwig von Nassau-Saarbrücken und dessen zweiter Ehefrau Katharina von Moers-Saarwerden. Er selbst blieb unverheiratet. Aus seiner illegitimen Beziehung mit Adelheid von Kronenkracht gingen die Söhne Johann Friedrich und Johann Ludwig hervor. Diese wurden 1562 legitimiert und später auch geadelt. Aus der Beziehung mit Elisabeth Selz ging der Sohn Philipp hervor.

## Militärische Karriere
Seine Ausbildung erhielt er ab etwa 1531 am Hof Kaiser Karl V. in Brüssel. Er diente  als Offizier in kaiserlichen Diensten. Im Zusammenhang mit dem Krieg des Kaisers gegen Franz I. von Frankreich wurde Johann 1544 zum Hauptmann ernannt und erhielt das Kommando über eine Abteilung Reiter. Auch am Schmalkaldischen Krieg ab 1546 nahm er teil. Er stieg zum Obersten auf.
Im Jahr 1547 hatte er sein Quartier in Ulm. Dort sollte er die Durchführung des Augsburger Interims überwachen. Aus Geldmangel verpfändete er zeitweise die Herrschaft Ottweiler, um seine Soldaten bezahlen zu können. Im Jahr 1549 wurde er vom Kaiser beauftragt heimlich Truppen zu werben. Im Jahr 1550 wurde Johann zum Oberst der kaiserlichen Leibwache ernannt. Er hatte auf dem Weg des Kaisers nach Augsburg das Kommando über vier Fahnen (etwa vier Bataillone). Im selben Jahr ernannte ihn Karl V. zum Oberstkämmerer und Kriegsrat.
Im Jahr 1552 wurde ihm das Kommando über ein Regiment Landsknechte übertragen. In der Folge kämpfte Johann im Fürstenaufstand und gegen Frankreich auf kaiserlicher Seite. Er nahm an der vergeblichen Belagerung von Metz teil. Danach vertraute Karl ihm zehn Fahnen deutschen Kriegsvolkes an. Im Jahr 1553 wurde er beauftragt, die Meuterei kaiserlicher Truppen in Trier zu beenden. Am Ende des Jahres bat Johann als Folge von Verwundungen um seine Entlassung, die ihm auch gewährt wurde. Bereits 1554 stand er wieder in kaiserlichen Diensten. Er befehligte 50 Fahnen gegen Frankreich. Nach dem Amtsverzicht von Karl V. diente er Philipp II. von Spanien. Etwa im Jahr 1557 nahm er seinen Abschied.

## Regent
Bei der Erbteilung 1544 erhielt er die Ämter Ottweiler und Homburg. Die tatsächliche Herrschaft trat er erst 1547 an. Auch in den Jahren in kaiserlichen Diensten gab es längere Zeiten, in denen er in Ottweiler residierte und sich um seinen Besitz kümmerte. Im Jahr 1550 erwirkte er von Kaiser Karl V. die Stadtrechte für Ottweiler.
Nach dem Tod seines Bruders Philipp 1554 erhielt er auch die Grafschaft Saarbrücken. Ebenso bekam er die vom Hochstift Metz abhängigen Lehen des Hauses Nassau-Saarbrücken. Die Besitzungen teilte er 1556 mit seinem Bruder Adolf. Dieser erhielt unter anderem die Grafschaft Saarwerden. Nach dem Tod auch dieses Bruders 1559 fielen dessen Besitzungen an Johann.
Dieser residierte ab 1560 in Saarbrücken. Er ließ Schloss Homburg befestigen. Im Jahr 1563 bestimmte der erbenlose Johann die Linie Nassau-Weilburg zu Erben der Grafschaft. Aus der Zeit Graf Philipps I. rührten Grenzstreitigkeiten mit Pfalz-Zweibrücken. Auch zu Johanns Zeiten kam es mehrfach zu Konflikten, die 1564 durch einen Vergleich beigelegt werden konnten. Ein alter Besitzstreit mit dem Herzogtum Lothringen vor dem Reichskammergericht verursachte hohe Kosten. Dem Versuch verschiedener Ortschaften, sich von seiner Herrschaft zu lösen und sich dem Hochstift Metz zu unterstellen, trat er erfolgreich entgegen.
Das Stift Sankt Arnual versuchte sich zwischen 1566 und 1568 ebenfalls aus seiner Herrschaft zu lösen und verwies auf eine angebliche Reichsunmittelbarkeit. Die Protagonisten ließ Johann verhaften. Sie wurden erst freigelassen, als sie diese Pläne aufgaben. Indirekt hatte dieses Vorgehen die Auflösung dieses Kollegiatstifts im Jahr 1569 mit zur Folge. Für sich persönlich blieb er der katholischen Lehre treu. Allerdings gewann die Reformation auch durch auswärtige Prediger immer mehr Anhänger. Auch hatte sein Bruder Adolf in seinem Herrschaftsgebiet die Reformation eingeführt. Johann bekämpfte die reformatorische Bewegung nicht.
Johann hat sich auch mit Reichsangelegenheiten befasst und hat an verschiedenen Reichs-, Fürsten- und Grafenversammlungen teilgenommen. Seit 1570 ließ er das Jagdschloss Neunkirchen im Stil der Renaissance erbauen. Er ließ in der Stiftskirche St. Arnual Denkmäler für seinen Vater und für seine Brüder, Johann Ludwig den Jüngeren und Philipp II., errichten. Im Jahr 1571 kam es erneut zu vergeblichen Bestrebungen von Ortschaften, sich dem Hochstift Metz zu unterstellen.
Nach seinem Tod im Jahr 1574 wurde er ebenfalls in der Stiftskirche St. Arnual bestattet. Sein Nachfolger Philipp III. ließ ihm dort ein Denkmal errichten, das ihn in Rüstung zeigt.